# Eleições estaduais em Alagoas em 1950
As eleições estaduais em Alagoas em 1950 ocorreram em 3 de outubro como parte das eleições gerais no Distrito Federal, em 20 estados e nos territórios federais do Acre, Amapá, Rondônia e Roraima. Foram eleitos o governador Arnon de Melo, o vice-governador Guedes de Miranda, o senador Ezequias Rocha, nove deputados federais e trinta e cinco deputados estaduais.
Filho de um senhor de engenho, o advogado Arnon de Melo nasceu em Rio Largo onde residiu até estudar em Maceió. Antes de se formar na Universidade Federal do Rio de Janeiro em 1933, trabalhou no jornal A Vanguarda até que o mesmo foi fechado pela Revolução de 1930. Trabalhou na Associação Comercial do Rio de Janeiro, mas dedicou a maior parte de seu tempo na antiga capital federal ao jornalismo. Esteve no Diário de Notícias e depois nos Diários Associados, conglomerado de mídia fundado em 1924 por Assis Chateaubriand. Passou a seguir pelo Diário Carioca e por O Jornal antes de voltar ao seu estado para dirigir a Gazeta de Alagoas quando já integrava o conselho diretor da Associação Brasileira de Imprensa. Filiado à UDN nos estertores da Era Vargas, venceu a eleição para governador em 1950 recebendo um mandato de cinco anos.
O vice-governador eleito foi o advogado Guedes de Miranda. Formado pela Universidade Federal de Pernambuco, foi professor na Escola Normal de Maceió, no Liceu Alagoano e na Universidade Federal de Alagoas. Foi deputado estadual durante a República Velha, presidiu a Academia Alagoana de Letras, o Instituto Histórico e Geográfico de Alagoas e integrou a Associação Alagoana de Imprensa como sócio honorário. Ocupo os cargos de secretário de Segurança, presidente do Conselho Penitenciário e procurador-geral do estado antes de assumir a interventoria em 1945 quando já estava no PSD, exercendo-a até a posse do governador Silvestre Péricles em 1947. 
Médico formado pela Universidade Federal da Bahia com especialização em Medicina Interna, o senador Ezequias Rocha trabalhou na Santa Casa de Misericórdia de Maceió e foi diretor de Saúde de Alagoas além de professor na Universidade Federal de Alagoas, na Escola Normal de Maceió e no Liceu Alagoano. Presidente da Sociedade de Medicina de Alagoas, dedicou-se tambem à Pediatria. Eleito suplente de deputado estadual em 1934, chegou a ser convocado no período anterior ao Estado Novo retornando à política agora pela UDN.

## Resultado da eleição para governador
Em relação à disputa pelo governo estadual os arquivos do Tribunal Superior Eleitoral informam o comparecimento de 98.529 eleitores, dos quais 93.300 foram votos nominais ou votos válidos. Foram apurados também 4.220 votos em branco (4,28%) 1.009 votos nulos (1,03%).
| Candidatos a governador do estado | Candidatos a vice-governador | Número | Coligação           | Votação | Percentual |
| --------------------------------- | ---------------------------- | ------ | ------------------- | ------- | ---------- |
| Arnon de Melo UDN                 | Ver abaixo -                 | -      | UDN, PSD            | 56.962  | 61,05%     |
| Luís Campos Teixeira PST          | Ver abaixo -                 | -      | PST (sem coligação) | 36.338  | 38,95%     |

## Resultado da eleição para vice-governador
Em relação à disputa para vice-governador os arquivos do Tribunal Superior Eleitoral informam o comparecimento de 98.529 eleitores, dos quais 91.877 foram votos nominais ou votos válidos. Foram apurados também 5.889 votos em branco (5,98%) 763 votos nulos (0,77%).
| Candidatos a vice-governador | Candidatos a governador do estado | Número | Coligação           | Votação | Percentual |
| ---------------------------- | --------------------------------- | ------ | ------------------- | ------- | ---------- |
| Guedes de Miranda PSD        | Ver acima -                       | -      | UDN, PSD            | 56.265  | 61,24%     |
| Dionísio José de Góis PST    | Ver acima -                       | -      | PST (sem coligação) | 35.612  | 38,76%     |

## Resultado da eleição para senador
| Candidatos a senador da República | Primeiro suplente de senador | Número | Coligação           | Votação | Percentual |
| --------------------------------- | ---------------------------- | ------ | ------------------- | ------- | ---------- |
| Ezequias Rocha UDN                | Antônio Ribeiro Casado UDN   | -      | UDN, PSD            | 49.482  | 56,13%     |
| Pedro Aurélio PST                 | Abelardo Lopes PST           | -      | PST (sem coligação) | 38.676  | 43,87%     |

## Deputados federais eleitos
São relacionados os candidatos eleitos com informações complementares da Câmara dos Deputados.

Representação eleita
  PST: 4
  UDN: 3
  PSD: 2

| Deputados federais eleitos | Partido | Votação | Percentual | Cidade onde nasceu    | Unidade federativa |
| Freitas Cavalcanti         | UDN     | 9.896   | 10,04%     | Penedo                | Alagoas            |
| Rui Palmeira               | UDN     | 8.370   | 8,49%      | São Miguel dos Campos | Alagoas            |
| Ary Pitombo                | PST     | 7.041   | 7,14%      | Neópolis              | Sergipe            |
| Joaquim Viegas             | PST     | 5.516   | 5,59%      | Viçosa                | Alagoas            |
| Medeiros Neto              | PSD     | 5.047   | 5,12%      | Traipu                | Alagoas            |
| Mário Gomes de Barros      | UDN     | 4.344   | 4,40%      | Colônia Leopoldina    | Alagoas            |
| Mendonça Júnior            | PSD     | 3.985   | 4,04%      | Matriz de Camaragibe  | Alagoas            |
| Muniz Falcão               | PST     | 3.894   | 3,95%      | Ouricuri              | Pernambuco         |
| Mendonça Braga             | PST     | 3.428   | 3,47%      | Matriz de Camaragibe  | Alagoas            |

## Deputados estaduais eleitos
Estavam em jogo as 35 cadeiras da Assembleia Legislativa de Alagoas.

Representação eleita
  PST: 17
  UDN: 9
  PSD: 6
  PSP: 2
  PSB: 1

| Deputados estaduais eleitos         | Partido | Votação | Percentual | Cidade onde nasceu   | Unidade federativa |
| José Lucena de Albuquerque Maranhão | PST     | 2.449   | 2,48%      | Quebrangulo          | Alagoas            |
| José Pinto de Barros                | PST     | 2.066   | 2,09%      | Palmeira dos Índios  | Alagoas            |
| Adalberto Cavalcanti Lins           | PST     | 2.035   | 2,06%      | Messias              | Alagoas            |
| Lourival de Melo Mota               | UDN     | 2.005   | 2,03%      | Palmeira dos Índios  | Alagoas            |
| Claudenor de Albuquerque Lima       | PST     | 1.917   | 1,94%      | Arapiraca            | Alagoas            |
| Augusto de Freitas Machado          | PST     | 1.881   | 1,90%      | Pão de Açúcar        | Alagoas            |
| Dalmário Freire de Souza            | PST     | 1.802   | 1,82%      | Maceió               | Alagoas            |
| Segismundo Andrade                  | UDN     | 1.776   | 1,80%      | Pão de Açúcar        | Alagoas            |
| Luís Gonzaga Moreira Coutinho       | UDN     | 1.735   | 1,76%      | Delmiro Gouveia      | Alagoas            |
| Ulisses Vitorino Botelho            | PST     | 1.718   | 1,74%      | Arapiraca            | Alagoas            |
| Francisco Arlindo Gomes Ferreira    | PST     | 1.502   | 1,52%      | Ibateguara           | Alagoas            |
| Mário Fernandes Torres              | PST     | 1.439   | 1,46%      | Água Branca          | Alagoas            |
| Oséas Cardoso                       | PSD     | 1.408   | 1,42%      | Viçosa               | Alagoas            |
| Oceano Carleial                     | UDN     | 1.385   | 1,40%      | Barbalha             | Ceará              |
| Siloé Valeriano Tavares             | UDN     | 1.255   | 1,27%      | Junqueiro            | Alagoas            |
| Carlos Gomes de Barros              | UDN     | 1.237   | 1,25%      | Passo de Camaragibe  | Alagoas            |
| Remi Tenório Maia                   | PSD     | 1.234   | 1,25%      | Santana do Ipanema   | Alagoas            |
| Mário da Costa Guimarães            | UDN     | 1.192   | 1,20%      | São Paulo            | São Paulo          |
| Ramiro Costa Pereira                | PSP     | 1.171   | 1,18%      | Taquarana            | Alagoas            |
| João Cabral Tolêdo                  | PST     | 1.135   | 1,15%      | Maceió               | Alagoas            |
| Abrahão Moura                       | PST     | 1.134   | 1,15%      | Atalaia              | Alagoas            |
| Aril Pontes Lira                    | PST     | 1.127   | 1,14%      | Poço das Trincheiras | Alagoas            |
| Manoel Ferreira de Barros           | PST     | 1.126   | 1,14%      | Palmeira dos Índios  | Alagoas            |
| Benito Freitas Melro                | PST     | 1.115   | 1,13%      | Gararu               | Sergipe            |
| José Lopes Duarte (Zeca Lopes)      | PST     | 1.103   | 1,11%      | Atalaia              | Alagoas            |
| Sizenando Nabuco de Melo            | PST     | 1.078   | 1,09%      | Passo de Camaragibe  | Alagoas            |
| Virgílio Barbosa                    | PST     | 1.041   | 1,05%      | Satuba               | Alagoas            |
| Antonino de Albuquerque Malta       | UDN     | 1.018   | 1,03%      | Canapi               | Alagoas            |
| Aurélio Viana                       | PSB     | 1.011   | 1,02%      | Santa Luzia do Norte | Alagoas            |
| Antônio Ribeiro Casado              | PSD     | 953     | 0,96%      | Capela               | Alagoas            |
| Milton Buarque Vanderlei            | PSD     | 938     | 0,95%      | Maribondo            | Alagoas            |
| Antenor Claudino da Costa           | PSD     | 925     | 0,93%      | Feira Grande         | Alagoas            |
| Pedro Buarque de Gusmão             | PSD     | 913     | 0,92%      | São Luís do Quitunde | Alagoas            |
| Olavo Uchôa de Omena                | UDN     | 835     | 0,84%      | Paripueira           | Alagoas            |
| Júlio de Farias França              | PSP     | 536     | 0,54%      | Colônia Leopoldina   | Alagoas            |